# Vastse-Kuuste (stacja kolejowa)
Vastse-Kuuste – stacja kolejowa w miejscowości Vastse-Kuuste, w prowincji Põlva, w Estonii. Położona jest na linii Tartu - Koidula. 

## Historia
Stacja została otwarta 1 listopada 1931 wraz z otwarciem linii.

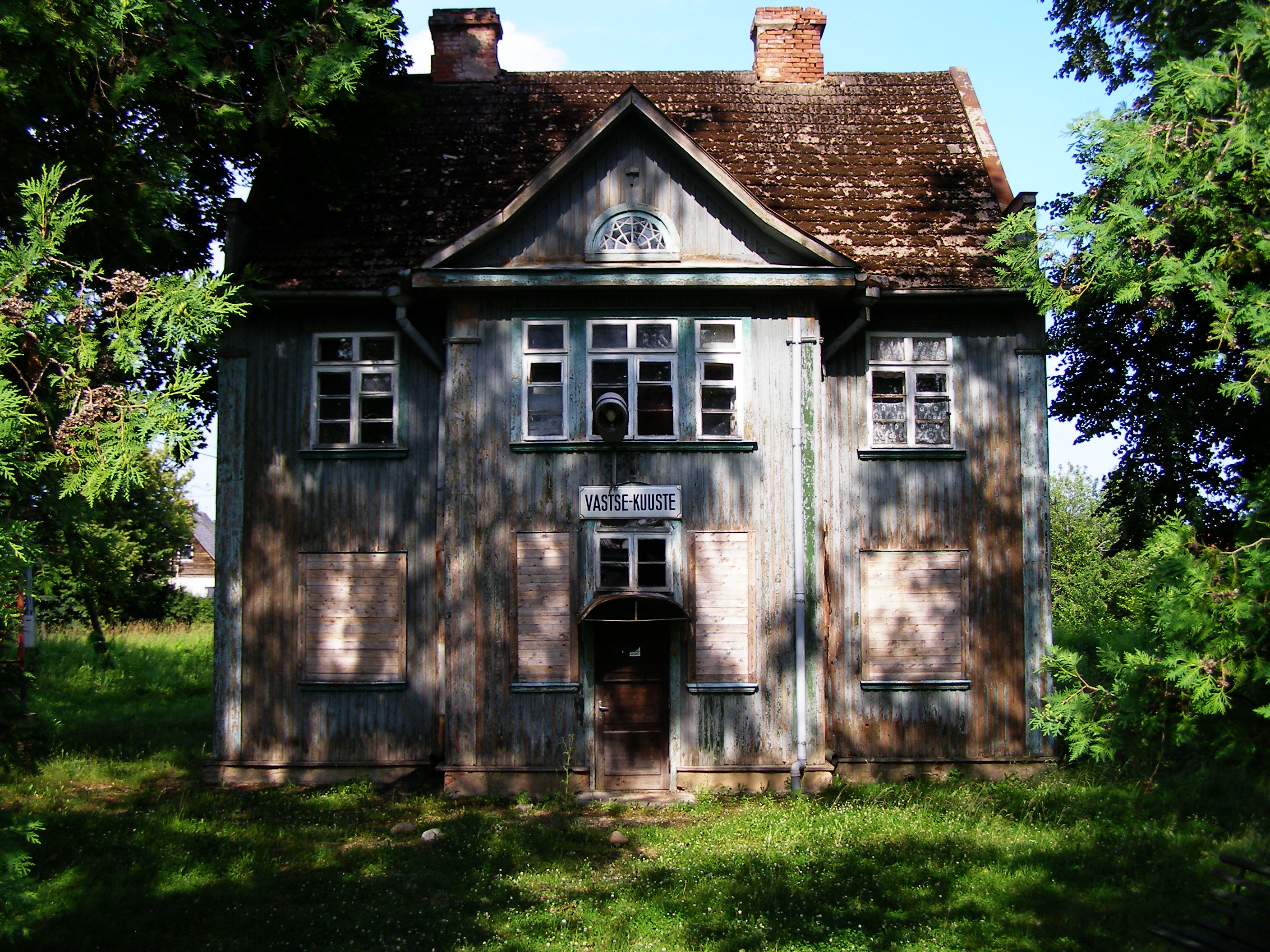
Budynek stacyjny
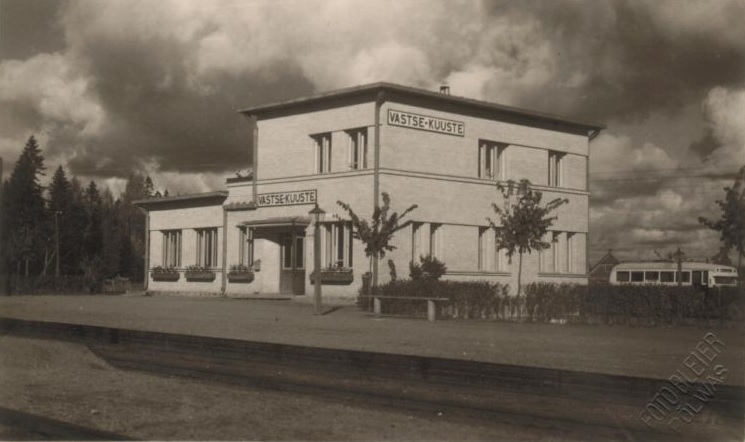
Stacja w 1931